# Johannes Christensen (landsdommer)
 Der er flere personer med dette navn, se Johannes Christensen.
Johannes Christensen (død 12. november 1747 i Sorø) var en dansk godsejer og landsdommer.
Han ejede Tersløsegård og Bonderup, var assessor, renteskriver, etatsråd og fra 1715 landsdommer på Sjælland. Han købte Bonderup i 1717 af kancelliråd Jacob Hjort for 7.889 rigsdaler og afhændede den 1727 for 16.000 rigsdaler til kommerceråd Hans Hartmann. 1745 solgte han Tersløsegård, som han havde købt 1743, til Ludvig Holberg.
Christensen blev gift 18. januar 1741 med Mette Sophie von Pultz (22. juli 1697 i Kjølberg, Onsøy, Østfold, Norge - begravet 31. maj 1760 i Nyborg), som 1. gang var gift med Anton Günther von Ellbrecht.